# Museu Geológico Valdemar Lefèvre
O Museu Geológico Valdemar Lefèvre (MuGeo) é um museu público estadual localizado na cidade de São Paulo, Brasil. É um equipamento cultural do Instituto Geológico, centro de pesquisa vinculado à Secretaria do Meio Ambiente do Estado de São Paulo. Foi inaugurado em 14 de novembro de 1967, com o objetivo de disponibilizar ao público parte do acervo da Comissão Geográfica e Geológica, criada em 1886, e estimular junto à população o conhecimento das geociências e assuntos relacionados ao meio ambiente.
O museu está sediado em um pequeno edifício de 340 metros quadrados, no interior do Parque da Água Branca, no distrito da Barra Funda. Abriga um acervo de aproximadamente 3.500 peças, incluindo coleções de minerais, rochas e fósseis, além de equipamentos geológicos, fotografias antigas e mapas. Possui biblioteca especializada e arquivo e mantém atividades culturais e educativas.

## História
A maior parte do acervo do Museu Geológico tem sua origem na coleção da Comissão Geográfica e Geológica de São Paulo (CGG), criada em 27 de março de 1886. A comissão surgiu da necessidade de se conhecer o território paulista, em função da expansão da cafeicultura e do acelerado crescimento econômico decorrente dessa atividade, e foi responsável por realizar as primeiras expedições modernas de mapeamento do solo, clima e hidrografia do interior paulista, levadas a cabo ao longo de quatro décadas. Colaboraram na comissão nomes como os dos engenheiros Teodoro Sampaio e Francisco de Paula Oliveira, o botânico Albert Löfgren, o geógrafo Orville Adelbert Derby e o geólogo Luiz Felipe Gonzaga de Campos, entre outros.
Os trabalhos da Comissão Geográfica e Geológica duraram até 1931, acumulando um vasto patrimônio científico, iconográfico e documental, posteriormente dividido entre diversos órgãos e instituições de pesquisa, como o Instituto Geográfico e Geológico (depois desmembrado em Instituto Geológico e Instituto Geográfico e Cartográfico), o Instituto de Botânica, o Instituto Florestal, o Museu Paulista e o Instituto de Astronomia, Geofísica e Ciências Atmosféricas da Universidade de São Paulo, entre outros.
O Instituto Geográfico e Geológico, herdeiro das coleções de mineralogia, paleontologia e demais campos das geociências, foi o responsável por criar o Museu Geológico, com o objetivo de disponibilizar parte de seu amplo acervo à visitação pública. O museu foi inaugurado em 14 de novembro de 1967, em um pequeno edifício no interior do Parque da Água Branca, na Zona Oeste de São Paulo. Em 1986, o museu recebeu o nome de Valdemar Lefèvre, em homenagem ao engenheiro e ex-diretor do Instituto Geográfico e Geológico.
O museu mantém exposições permanentes com peças selecionadas de suas coleções de minerais, rochas, fosséis e acervo histórico-documental, abordando temas como "fósseis de São Paulo", "dinossauros do Brasil", "utilização dos minerais" e "Comissão Geológica e Geográfica", entre outros. Também realiza exposições itinerantes em outras instituições e exposições temporárias em sua sede. As atividades educativas e culturais incluem as oficinas monitoradas de sensibilização, desenvolvidas com base nas coleções didáticas de rochas, minerais e fósseis e as exposições institucionais realizadas durante a semana do meio ambiente, em diversos parques da capital paulista.
Em 2010, a Secretaria Estadual do Meio Ambiente elaborou um projeto para a ampliação do espaço físico do museu, prevendo a criação de dois anexos no andar térreo, a instalação de um auditório reversível, salas de exposição maiores e equipamentos de projeção, além da criação de uma reserva técnica exclusiva para o acervo. Se levada a cabo a ampliação, o museu deverá contar com 530 metros quadrados de área útil, em oposição aos 340 metros quadrados de que atualmente dispõe.

## Acervo
O Museu Geológico Valdemar Lefèvre possui um acervo de aproximadamente 3.500 objetos, composto por coleções de minerais, rochas, fósseis e peças históricas e didáticas. A maior parte provém das expedições realizadas pela Comissão Geográfica e Geológica entre 1886 e 1931. Por falta de espaço físico, cerca de 1.000 peças permanecem guardadas na reserva técnica do museu.

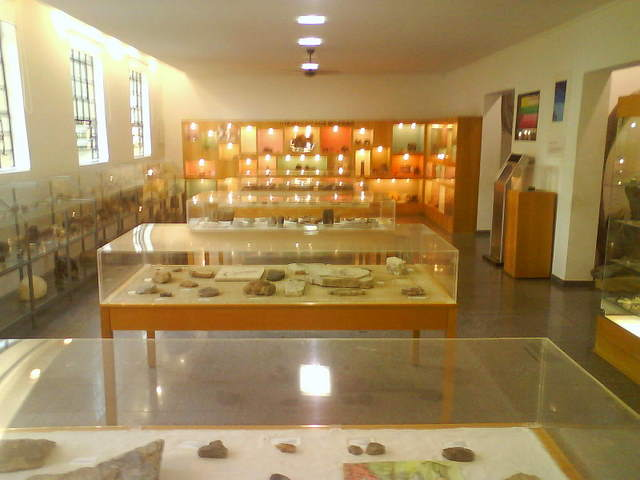
Sala de exposição do museu.

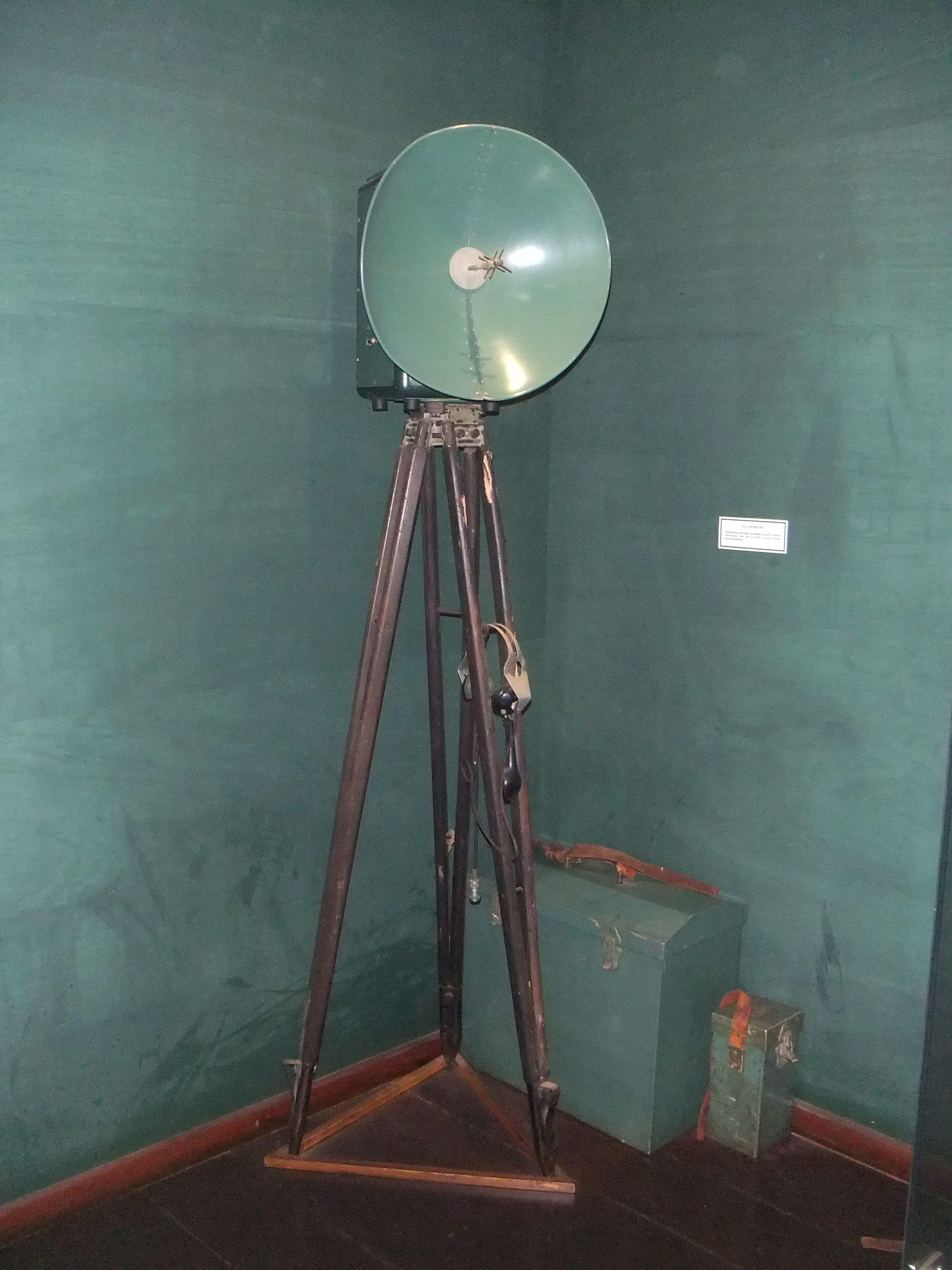
Foto de um Telurômetro que esta acervado no museo geológico - MUGEO. Equipamento que permite a medida de distância de forma eletrônica inventado por Trevor Lloyd Wadley em 1959 adquirido pelo Instituto Geográfico e Geológico - IGG na décade de 60

A coleção de fósseis inclui itens de origem vegetal e animal, representando diversos períodos da evolução da vida na Terra. Correspondem, em sua maioria, às principais ocorrências fossilíferas do estado de São Paulo. O mais antigo fóssil do acervo é um aglomerado de algas unicelulares, datado de 2,6 bilhões de anos, encontrado em Itapeva, no Vale do Ribeira. Entre os itens mais importantes da coleção está um fóssil de morcego de sub-ordem indeterminada, encontrado na região de Taubaté, de idade oligocênica. Registros fósseis de morcegos são extremamente raros, existindo apenas três exemplares documentados em todo o continente americano. Destacam-se ainda um conjunto de onze ossos de titanossauro, encontrados na década de 1960 em Pacaembu, além de outros fósseis do Mesozóico, como peixes, répteis e pegadas de um pequeno mamífero. Entre os itens mais recentes, estão ossos fossilizados de uma preguiça-gigante que viveu na região de Capão Bonito, datados de 20 mil anos atrás, e dentes de um mamute escavados em Águas de Lindóia.
No acervo de minerais e rochas destaca-se a Coleção Internacional Krantz, única do tipo no Brasil, composta por 500 espécies de minerais de diversas partes do planeta, organizada de acordo com a classificação sistemática dos minerais, isto é, com a filiação química de cada mineral (óxidos, sulfetos, carbonatos, silicatos, etc.). Inclui exemplares de minérios metálicos (ouro, ferro, cobre), não metálicos (enxofre, calcita, argila), cristais (diamante, ametista, calcita, turmalina). Entre os destaques, encontra-se um dos quatro fragmentos do meteorito Avanhandava, que caiu na Terra em 1958, nos arredores de Avanhandava, interior paulista. A coleção também possui aproximadamente cinquenta amostras didáticas da utilização de minerais nas indústrias siderúrgica, de construção civil, farmacêutica, elétrica e alimentícia. Na coleção de rochas, há exemplares de rochas magmáticas, sedimentares e metamórficas.
Outros destaques do acervo são os ossos de baleia-azul do período Holoceno, encontrados na Praia Grande; mapas do território paulista do século XIX; o mapa geológico do estado de São Paulo, compondo um panorama da geologia do território paulista por meio de diversas amostras de rochas que compõem o substrato do estado; o acervo histórico, documental e iconográfico referente à Comissão Geográfica e Geológica, apresentando equipamentos utilizados, os trabalhos realizados e os resultados desses levantamentos e pesquisas, na forma de publicações, mapas e relatórios, etc.